# Biləsuvar (district)
Biləsuvar (ook geschreven als Bilasuvar) is een district in Azerbeidzjan.
Biləsuvar telt 92.300 inwoners (01-01-2012) op een oppervlakte van 1400 km²; de bevolkingsdichtheid is dus 65,9 inwoners per km².

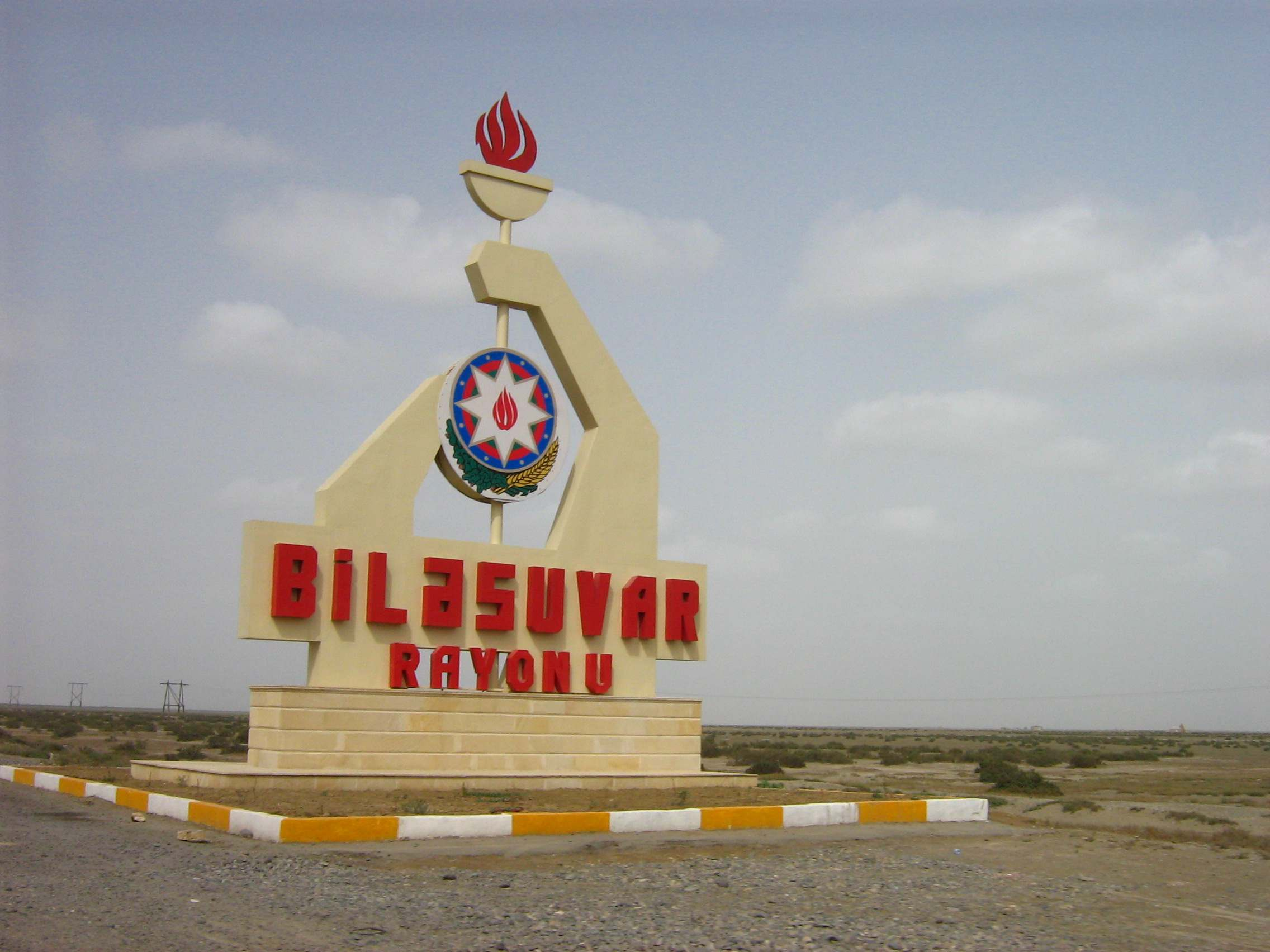